# UCI WorldTour 2015
El UCI WorldTour 2015 fue la quinta edición del máximo calendario ciclista a nivel mundial.
Contó con 27 carreras, una menos que en la edición anterior. La única novedad fue que no se corrió el Tour de Pekín, carrera cuya última edición fue en 2014. El calendario comenzó el 20 de enero en Australia con el Tour Down Under y finalizó el 4 de octubre en Italia con el Giro de Lombardía. Además, como desde 2012, se incluyó la contrarreloj por equipos del Campeonato Mundial en Ruta disputado esta vez en Richmond, Estados Unidos
Los ganadores finales fueron Alejandro Valverde, Movistar y España, en la clasificación individual, por equipos y por países respectivamente (los mismos que en la edición anterior). El corredor que más victorias de etapa consiguió en carreras UCI WorldTour fue André Greipel con 7 victorias más una clásica.

## Equipos (17)
Véase UCI ProTeam
El 4 de diciembre de 2014 la UCI anunció los 16 equipos que formarían parte del World Tour. Los cambios respecto a la edición anterior fueron el ascenso del IAM Cycling desde la categoría Profesional Continental y la desaparición del Cannondale que se fusionó con el equipo Garmin-Sharp formando el Cannondale-Garmin, mientras que los equipos Astana Team y Team Europcar quedaron pendientes de revisión por parte de la Comisión de Licencias de la UCI, el primero por los casos de dopaje dentro de su equipo detectados en 2014 y el segundo por problemas financieros. Finalmente, el 10 de diciembre la Comisión de Licencia excluía al Europcar que pasaba a ser de categoría Profesional Continental y admitía al Astana.
En definitiva, los 17 equipos que formaron parte del UCI WorldTour y que tuvieron la obligación de participar en las 27 pruebas del calendario fueron:
| Código UCI | Equipo                 |
| ---------- | ---------------------- |
| ALM        | Ag2r La Mondiale       |
| AST        | Astana Pro Team        |
| BMC        | BMC Racing Team        |
| EQS        | Etixx-Quick Step       |
| FDJ        | FDJ                    |
| IAM        | IAM Cycling            |
| LAM        | Lampre-Merida          |
| LTS        | Lotto-Soudal           |
| MOV        | Movistar Team          |
| OGE        | Orica GreenEDGE        |
| TCG        | Team Cannondale-Garmin |
| TGA        | Team Giant-Alpecin     |
| KAT        | Team Katusha           |
| TLJ        | Team LottoNL-Jumbo     |
| SKY        | Team Sky               |
| TCS        | Tinkoff-Saxo           |
| TFR        | Trek Factory Racing    |

### Wild Cards
Además de los diecisiete equipos World Tour invitados automáticamente a cada carrera, los organizadores de cada una de las 27 carreras World Tour pueden conceder invitaciones a los equipos de categoría Profesional Continental. Para la selección de los equipos se tiene en cuenta varios criterios que van desde el rendimiento general del equipo hasta la nacionalidad del mismo.

## Carreras (27)
| Fecha                         | Carrera                                                             | Vencedor           | Equipo del vencedor |
| ----------------------------- | ------------------------------------------------------------------- | ------------------ | ------------------- |
| 20-25 de enero                | Tour Down Under                                                     | Rohan Dennis       | BMC Racing          |
| 8-15 de marzo                 | París-Niza                                                          | Richie Porte       | Sky                 |
| 11-17 de marzo                | Tirreno-Adriático                                                   | Nairo Quintana     | Movistar            |
| 22 de marzo                   | Milán-San Remo                                                      | John Degenkolb     | Giant-Alpecin       |
| 23-29 de marzo                | Volta a Cataluña                                                    | Richie Porte       | Sky                 |
| 27 de marzo                   | E3 Harelbeke                                                        | Geraint Thomas     | Sky                 |
| 29 de marzo                   | Gante-Wevelgem                                                      | Luca Paolini       | Katusha             |
| 5 de abril                    | Tour de Flandes                                                     | Alexander Kristoff | Katusha             |
| 6-11 de abril                 | Vuelta al País Vasco                                                | Joaquim Rodríguez  | Katusha             |
| 12 de abril                   | París-Roubaix                                                       | John Degenkolb     | Giant-Alpecin       |
| 19 de abril                   | Amstel Gold Race                                                    | Michał Kwiatkowski | Etixx-Quick Step    |
| 22 de abril                   | Flecha Valona                                                       | Alejandro Valverde | Movistar            |
| 26 de abril                   | Lieja-Bastoña-Lieja                                                 | Alejandro Valverde | Movistar            |
| 28 de abril-3 de mayo         | Tour de Romandía                                                    | Ilnur Zakarin      | Katusha             |
| 9-31 de mayo                  | Giro de Italia                                                      | Alberto Contador   | Tinkoff-Saxo        |
| 7-14 de junio                 | Critérium del Dauphiné                                              | Chris Froome       | Sky                 |
| 13-21 de junio                | Vuelta a Suiza                                                      | Simon Špilak       | Katusha             |
| 4-26 de julio                 | Tour de Francia                                                     | Chris Froome       | Sky                 |
| 1 de agosto                   | Clásica de San Sebastián                                            | Adam Yates         | Orica-GreenEDGE     |
| 2-8 de agosto                 | Tour de Polonia                                                     | Ion Izagirre       | Movistar            |
| 10-16 de agosto               | Eneco Tour                                                          | Tim Wellens        | Lotto-Soudal        |
| 22 de agosto-13 de septiembre | Vuelta a España                                                     | Fabio Aru          | Astana              |
| 23 de agosto                  | Vattenfall Cyclassics                                               | André Greipel      | Lotto-Soudal        |
| 30 de agosto                  | Gran Premio de Plouay                                               | Alexander Kristoff | Katusha             |
| 11 de septiembre              | Gran Premio de Quebec                                               | Rigoberto Urán     | Etixx-Quick Step    |
| 13 de septiembre              | Gran Premio de Montreal                                             | Tim Wellens        | Lotto-Soudal        |
| 20 de septiembre              | Contrarreloj por equipos del Campeonato Mundial de Ciclismo en Ruta | BMC Racing         | BMC Racing          |
| 4 de octubre                  | Giro de Lombardía                                                   | Vincenzo Nibali    | Astana              |

1. ↑  La contrarreloj por equipos del Mundial es un caso especial ya que no está integrado en el calendario UCI WorldTour pero si puntúa para la clasificación por equipos de dicho calendario mundial de máxima categoría.

## Clasificaciones
Estas son las clasificaciones finales:
Nota: ver Baremos de puntuación

### Clasificación individual
| Posición | Corredor           | Equipo        | Puntos |
| -------- | ------------------ | ------------- | ------ |
| 1.º      | Alejandro Valverde | Movistar      | 675    |
| 2.º      | Joaquim Rodríguez  | Katusha       | 474    |
| 3.º      | Nairo Quintana     | Movistar      | 457    |
| 4.º      | Alexander Kristoff | Katusha       | 453    |
| 5.º      | Fabio Aru          | Astana        | 448    |
| 6.º      | Chris Froome       | Sky           | 430    |
| 7.º      | Alberto Contador   | Tinkoff-Saxo  | 407    |
| 8.º      | Greg Van Avermaet  | BMC Racing    | 324    |
| 9.º      | Rui Costa          | Lampre-Merida | 324    |
| 10.º     | Thibaut Pinot      | FDJ           | 319    |

| 11.º | Richie Porte       | Sky              | 314 |
| 12.º | John Degenkolb     | Giant-Alpecin    | 302 |
| 13.º | Rigoberto Urán     | Etixx-Quick Step | 301 |
| 14.º | Geraint Thomas     | Sky              | 283 |
| 15.º | Tom Dumoulin       | Giant-Alpecin    | 271 |
| 16.º | Simon Špilak       | Katusha          | 269 |
| 17.º | Peter Sagan        | Tinkoff-Saxo     | 257 |
| 18.º | Domenico Pozzovivo | Ag2r La Mondiale | 242 |
| 19.º | Vincenzo Nibali    | Astana           | 238 |
| 20.º | Michael Matthews   | Orica GreenEDGE  | 221 |

### Clasificación por países
La clasificación por países se calcula sumando los puntos de los cinco mejores corredores de cada país. Los países con el mismo número de puntos se clasifican de acuerdo a su corredor mejor clasificado.
| Posición | País        | Puntos | Top 5 corredores                                                                |
| -------- | ----------- | ------ | ------------------------------------------------------------------------------- |
| 1.º      | España      | 1945   | Valverde (675), Rodríguez (474), Contador (407), Moreno (216), Izagirre (173)   |
| 2.º      | Italia      | 1106   | Aru (448), Pozzovivo (242), Nibali (238), Ulissi (98), Paolini (80)             |
| 3.º      | Colombia    | 1099   | Quintana (457), Urán (301), Henao (167), Chaves (134), Atapuma (40)             |
| 4.º      | Reino Unido | 1041   | Froome (430), Thomas (283), Adam Yates (150), Simon Yates (148), Cavendish (30) |
| 5.º      | Bélgica     | 905    | Van Avermaet (324), Wellens (195), Gilbert (179), De Clercq (106), Benoot (101) |

### Clasificación por equipos
Esta clasificación se calcula sumando los puntos de los cinco mejores corredores de cada equipo. Si se obtienen puntos en el Campeonato Mundial Contrarreloj por Equipos, se cuentan para la clasificación, siempre que esos puntos estén entre los 5 mejores puntajes de la escuadra. Los equipos con el mismo número de puntos se clasifican de acuerdo a su corredor mejor clasificado.
| Posición | Equipo           | Puntos | Top 5 corredores |
| -------- | ---------------- | ------ | --- |
| 1.º      | Movistar         | 1619   | Valverde (675), Quintana (457), Izagirre (173), CRE Campeonato Mundial de Ciclismo (140), Amador (93), Intxausti (81)    |
| 2.º      | Katusha          | 1606   | Rodríguez (474), Kristoff (453), Špilak (269), Moreno (216), Zakarin (194)                                               |
| 3.º      | Sky              | 1378   | Froome (430), Porte (314), Thomas (283), Henao (167), Nieve (104), CRE Campeonato Mundial de Ciclismo (80)               |
| 4.º      | Etixx-Quick Step | 1158   | Urán (301), Kwiatkowski (195), Alaphilippe (180), Štybar (172), CRE Campeonato Mundial de Ciclismo (170), Terpstra (140) |
| 5.º      | Astana           | 1106   | Aru (448), Nibali (238), Landa (164), Boom (102), CRE Campeonato Mundial de Ciclismo (90), Fuglsang (64)                 |

## Victorias en el World Tour

### Victorias por corredor
- Notas: En amarillo corredores de equipos Profesionales Continentales (no sumaron puntaje).

Incluye victorias en prólogos.
| Posición | Ciclista           | Equipo           | Etapa | Clásica | General | Total |
| -------- | ------------------ | ---------------- | ----- | ------- | ------- | ----- |
| 1.º      | André Greipel      | Lotto Soudal     | 7     | 1       | -       | 8     |
| 2.º      | Alejandro Valverde | Movistar         | 4     | 2       | -       | 6     |
| 2.º      | Joaquim Rodríguez  | Katusha          | 5     | -       | 1       | 6     |
| 4.º      | Richie Porte       | Sky              | 3     | -       | 2       | 5     |
| 4.º      | Chris Froome       | Sky              | 3     | -       | 2       | 5     |
| 4.º      | Tom Dumoulin       | Giant-Alpecin    | 5     | -       | -       | 5     |
| 7.º      | Michael Matthews   | Orica GreenEDGE  | 4     | -       | -       | 4     |
| 7.º      | Mikel Landa        | Astana           | 4     | -       | -       | 4     |
| 7.º      | Peter Sagan        | Tinkoff-Saxo     | 3     | -       | -       | 4     |
| 7.º      | Alexander Kristoff | Katusha          | 2     | 2       | -       | 4     |
| 11.º     | Fabio Aru          | Astana           | 2     | -       | 1       | 3     |
| 11.º     | Tim Wellens        | Lotto Soudal     | 1     | 1       | 1       | 3     |
| 11.º     | John Degenkolb     | Giant-Alpecin    | 1     | 2       | -       | 3     |
| 11.º     | Rohan Dennis       | BMC              | 2     | -       | 1       | 3     |
| 11.º     | Thibaut Pinot      | FDJ              | 3     | -       | -       | 3     |
| 16.º     | Vincenzo Nibali    | Astana           | 1     | 1       | -       | 2     |
| 16.º     | Nairo Quintana     | Movistar         | 1     | -       | 1       | 2     |
| 16.º     | Ilnur Zakarin      | Katusha          | 1     | -       | 1       | 2     |
| 16.º     | Michał Kwiatkowski | Etixx-Quick Step | 1     | 1       | -       | 2     |
| 16.º     | Michael Albasini   | Orica GreenEDGE  | 2     | -       | -       | 2     |
| 16.º     | Sacha Modolo       | Lampre-Merida    | 2     | -       | -       | 2     |
| 16.º     | Philippe Gilbert   | BMC              | 2     | -       | -       | 2     |
| 16.º     | Nacer Bouhanni     | Cofidis          | 2     | -       | -       | 2     |
| 16.º     | Esteban Chaves     | Orica GreenEDGE  | 2     | -       | -       | 2     |
| 16.º     | Romain Bardet      | AG2R La Mondiale | 2     | -       | -       | 2     |
| 16.º     | Greg Van Avermaet  | BMC              | 2     | -       | -       | 2     |
| 16.º     | Tony Martin        | Etixx-Quick Step | 2     | -       | -       | 2     |
| 16.º     | Elia Viviani       | Sky              | 2     | -       | -       | 2     |
| 16.º     | Rubén Plaza        | Lampre-Merida    | 2     | -       | -       | 2     |
| 16.º     | Matteo Pelucchi    | IAM              | 2     | -       | -       | 2     |

### Victorias por equipo
- Notas: En amarillo equipos Profesionales Continentales.

| Posición | Equipo                     | Victorias |
| -------- | -------------------------- | --------- |
| 1.º      | Sky                        | 19        |
| 2.º      | Katusha                    | 15        |
| 2.º      | BMC Racing                 | 15        |
| 4.º      | Lotto Soudal               | 14        |
| 5.º      | Movistar                   | 12        |
| 6.º      | Orica GreenEDGE            | 11        |
| 6.º      | Astana                     | 11        |
| 8.º      | Lampre-Merida              | 10        |
| 8.º      | Giant-Alpecin              | 10        |
| 10.º     | Etixx-Quick Step           | 9         |
| 11.º     | Tinkoff-Saxo               | 7         |
| 12.º     | Ag2r La Mondiale           | 5         |
| 12.º     | Trek Factory Racing        | 5         |
| 14.º     | FDJ                        | 4         |
| 15.º     | LottoNL-Jumbo              | 2         |
| 15.º     | IAM Cycling                | 2         |
| 15.º     | Cofidis, Solutions Crédits | 2         |
| 15.º     | MTN-Qhubeka                | 2         |
| 19.º     | Cannondale-Garmin          | 1         |
| 19.º     | Bardiani CSF               | 1         |
| 19.º     | Drapac                     | 1         |
| 19.º     | CCC Sprandi Polkowice      | 1         |

### Victorias por países
- Se incluyen las victorias en contrarreloj por equipos.

| Posición | País            | Victorias |
| -------- | --------------- | --------- |
| 1.º      | Italia          | 23        |
| 2.º      | España          | 22        |
| 3.º      | Australia       | 17        |
| 4.º      | Alemania        | 15        |
| 5.º      | Bélgica         | 12        |
| 6.º      | Francia         | 11        |
| 7.º      | Reino Unido     | 10        |
| 7.º      | Países Bajos    | 10        |
| 9.º      | Colombia        | 6         |
| 9.º      | Polonia         | 6         |
| 11.º     | Estados Unidos  | 5         |
| 12.º     | Suiza           | 4         |
| 12.º     | Noruega         | 4         |
| 12.º     | Eslovaquia      | 4         |
| 15.º     | Rusia           | 3         |
| 16.º     | Eslovenia       | 2         |
| 16.º     | Portugal        | 2         |
| 18.º     | Bielorrusia     | 1         |
| 18.º     | Croacia         | 1         |
| 18.º     | Kazajistán      | 1         |
| 18.º     | República Checa | 1         |
| 18.º     | Irlanda         | 1         |
| 18.º     | Luxemburgo      | 1         |

## Progreso de las clasificaciones
| Carrera (Vencedor)                         | Clasificación individual | Clasificación por equipos | Clasificación por países |
| ------------------------------------------ | ------------------------ | ------------------------- | ------------------------ |
| Tour Down Under (Rohan Dennis)             | Rohan Dennis             | BMC Racing                | Australia                |
| París-Niza (Richie Porte)                  | Richie Porte             | Sky                       | Australia                |
| Tirreno-Adriático (Nairo Quintana)         | Richie Porte             | Sky                       | Australia                |
| Milán-San Remo (John Degenkolb)            | Richie Porte             | Sky                       | Australia                |
| E3 Harelbeke (Geraint Thomas)              | Richie Porte             | Sky                       | Australia                |
| Volta a Cataluña (Richie Porte)            | Richie Porte             | Sky                       | Australia                |
| Gante-Wevelgem (Luca Paolini)              | Richie Porte             | Sky                       | Australia                |
| Tour de Flandes (Alexander Kristoff)       | Richie Porte             | Sky                       | Australia                |
| Vuelta al País Vasco (Joaquim Rodríguez)   | Richie Porte             | Sky                       | Australia                |
| París-Roubaix (John Degenkolb)             | Richie Porte             | Sky                       | Australia                |
| Amstel Gold Race (Michał Kwiatkowski)      | Richie Porte             | Etixx-Quick Step          | Australia                |
| Flecha Valona (Alejandro Valverde)         | Richie Porte             | Etixx-Quick Step          | Australia                |
| Lieja-Bastoña-Lieja (Alejandro Valverde)   | Alejandro Valverde       | Etixx-Quick Step          | España                   |
| Tour de Romandía (Ilnur Zakarin)           | Alejandro Valverde       | Etixx-Quick Step          | España                   |
| Giro de Italia (Alberto Contador)          | Alejandro Valverde       | Etixx-Quick Step          | España                   |
| Critérium del Dauphiné (Chris Froome)      | Alejandro Valverde       | Sky                       | España                   |
| Vuelta a Suiza (Simon Špilak)              | Alejandro Valverde       | Katusha                   | España                   |
| Tour de Francia (Chris Froome)             | Alejandro Valverde       | Sky                       | España                   |
| Clásica de San Sebastián (Adam Yates)      | Alejandro Valverde       | Sky                       | España                   |
| Tour de Polonia (Ion Izagirre)             | Alejandro Valverde       | Sky                       | España                   |
| Eneco Tour (Tim Wellens)                   | Alejandro Valverde       | Sky                       | España                   |
| Vattenfall Cyclassics (André Greipel)      | Alejandro Valverde       | Sky                       | España                   |
| Gran Premio de Plouay (Alexander Kristoff) | Alejandro Valverde       | Katusha                   | España                   |
| Gran Premio de Quebec (Rigoberto Urán)     | Alejandro Valverde       | Katusha                   | España                   |
| Vuelta a España (Fabio Aru)                | Alejandro Valverde       | Movistar                  | España                   |
| Gran Premio de Montreal (Tim Wellens)      | Alejandro Valverde       | Movistar                  | España                   |
| Giro de Lombardía (Vincenzo Nibali)        | Alejandro Valverde       | Movistar                  | España                   |
| Final                                      | Alejandro Valverde       | Movistar                  | España                   |